# Aire urbaine d'Avranches
L'aire urbaine d'Avranches est une aire urbaine française constituée autour de la ville d'Avranches (Manche).
En 1999, ses 17 819 habitants faisaient d'elle la 276e des 354 aires urbaines françaises.

## Caractéristiques
D'après la délimitation établie par l'INSEE, l'aire urbaine d'Avranches est composée de 16 communes, toutes situées dans la Manche. 
6 des communes de l'aire font partie de son pôle urbain, l'unité urbaine (couramment : agglomération) d'Avranches.
Les 10 autres communes, dites monopolarisées, sont toutes des communes rurales.
L’aire urbaine d'Avranches appartient à l’espace urbain de Granville-Avranches.
Le tableau suivant indique l’importance de l’aire dans le département (les pourcentages s'entendent en proportion du département) :
| Département | Communes | Communes (%) | Superficie (km²) | Superficie (%) | Population (1999) | Population (%) |
| ----------- | -------- | ------------ | ---------------- | -------------- | ----------------- | -------------- |
| Manche      | 16       | 2,7          | 107,48           | 1,8            | 17 819            | 3,7            |

En 2006, la population s’élevait à 18 791 habitants.

## Les 16 communes de l’aire
Voici la liste et les caractéristiques des communes françaises de l'aire urbaine d'Avranches.
| Code INSEE | Commune                     | Type de commune              | Dép.   | Superficie (km²) | Population (1999) | Densité (hab./km²) |
| ---------- | --------------------------- | ---------------------------- | ------ | ---------------- | ----------------- | ------------------ |
| 50025      | Avranches                   | Commune du pôle urbain       | Manche | +0004,5          | +0 0008 500,      | +01 888,89         |
| 50126      | Chavoy                      | Commune rurale monopolarisée | Manche | +0003,7          | +000 00077,       | +00020,81          |
| 50205      | La Godefroy                 | Commune rurale monopolarisée | Manche | +0003,65         | +00 000155,       | +00042,47          |
| 50206      | La Gohannière               | Commune rurale monopolarisée | Manche | +0003,78         | +000 00086,       | +00022,75          |
| 50288      | Marcey-les-Grèves           | Commune du pôle urbain       | Manche | +0006,73         | +0 0001 091,      | +00162,11          |
| 50317      | Le Mesnil-Ozenne            | Commune rurale monopolarisée | Manche | +0004,59         | +00 000138,       | +00030,07          |
| 50406      | Plomb                       | Commune rurale monopolarisée | Manche | +0008,16         | +00 000365,       | +00044,73          |
| 50411      | Ponts                       | Commune du pôle urbain       | Manche | +0006,7          | +00 000443,       | +00066,12          |
| 50451      | Saint-Brice                 | Commune rurale monopolarisée | Manche | +0002,55         | +00 000115,       | +00045,1           |
| 50489      | Saint-Jean-de-la-Haize      | Commune rurale monopolarisée | Manche | +0008,95         | +00 000399,       | +00044,58          |
| 50505      | Saint-Loup                  | Commune rurale monopolarisée | Manche | +0006,45         | +00 000474,       | +00073,49          |
| 50516      | Saint-Martin-des-Champs     | Commune du pôle urbain       | Manche | +0006,49         | +0 0002 094,      | +00322,65          |
| 50531      | Saint-Ovin                  | Commune rurale monopolarisée | Manche | +0012,93         | +00 000675,       | +00052,2           |
| 50554      | Saint-Senier-sous-Avranches | Commune du pôle urbain       | Manche | +0008,62         | +00 000967,       | +00112,18          |
| 50612      | Vains                       | Commune rurale monopolarisée | Manche | +0008,58         | +00 000666,       | +00077,62          |
| 50616      | Le Val-Saint-Père           | Commune du pôle urbain       | Manche | +0011,1          | +0 0001 574,      | +00141,8           |
|            | Total                       |                              |        | +0107,48         | +00017 819,       | +00165,79          |